# Дойчер, Гай (лингвист)
Гай Дойчер (род. 1969, Тель-Авив) — израильский лингвист, автор научных и научно-популярных книг о лингвистике.

## Биография
Учился в Кембридже, где сперва получил степень бакалавра по математике, а затем доктора философии по лингвистике. Гай Дойчер является почётным научным сотрудником Манчестерского университета и профессором кафедры языков и культур Древней Месопотамии Лейденского университета в Нидерландах.
В 2011 году Гай Дойчер был включён в шорт-лист «премии Лондонского королевского общества за лучшую научную книгу» за свою работу «Through the Language Glass» (в русском переводе «Сквозь зеркало языка)».
Эта работа Гая Дойчера также нередко цитировалась в связи с так называемой «полемикой об именовании цветов» — известной и давней проблемой этнолингвистики.
Дочь — композитор и музыкант, вундеркинд Альма Дойчер.

## Книги
- Автор:
  - Deutscher, Guy (2000). Syntactic Change in Akkadian: the evolution of sentential complementation. Oxford, UK: Oxford University Press. ISBN 9780198299882. OCLC 875571581.
  - Deutscher, Guy (2005). The Unfolding of Language: an evolutionary tour of mankind’s greatest invention. New York: Metropolitan Books. ISBN 9780805079074. OCLC 57311730.
  - Deutscher, Guy (2010). Through the Language Glass: why the world looks different in other languages. New York: Henry Holt and Company. ISBN 9780805081954. OCLC 727479951.
- Под редакцией:
  - Deutscher, Guy; Kouwenberg, N. J. C., eds. (2006). The Akkadian language in its Semitic context: studies in the Akkadian of the third and second millennium BC. Uitgaven van het Nederlands Instituut voor het Nabije Oosten te Leiden. 106. Leiden: Nederlands Instituut voor het Nabije Oosten. ISBN 9789062583171. OCLC 70064010.
- Издания на русском языке:
  - Дойчер, Гай. Сквозь зеркало языка: почему на других языках мир выглядит иначе : [пер. с англ. Наталии Жуковой]. — Москва : АСТ, cop. 2016. — 381 с., ISBN 978-5-17-083711-3. Переиздания: 2018, ISBN 978-5-17-107125-7 и 2019, ISBN 978-5-17-114373-2